# 鸡冠黄堇
鸡冠黄堇（学名：Corydalis crista-galli），为罂粟科紫堇属下的一个植物种。